# Jan Holzer
Jan Holzer (* 1969) je český politolog, historik, publicista a vysokoškolský pedagog. 

## Studium
V roce 1992 získal magisterský titul v oboru historie a ruský jazyk na Filozofické fakultě Masarykovy univerzity. V roce 1998 získal doktorský titul v oboru politologie a o rok později získal v rámci rigorózního řízení také titul doktora filozofie, v obou případech již na Fakultě sociálních studií Masarykovy univerzity. V roce 2004 se habilitoval a v roce 2012 byl jmenován profesorem politologie.

## Kariéra
V letech 1993 až 1996 působil jako odborný asistent na Katedře ekonomiky a sociálních věd Fakulty ekonomiky obrany státu VVŠ Vyškov. V letech 1996 až 1997 byl poté odborným asistentem na katedře politologie brněnské filozofické fakulty, která se v roce 1998 zařadila pod nově vzniklou Fakultu sociálních studií, a na které Holzer jako odborný asistent působil až do roku 2004, kdy se stal docentem.
Od září 2000 do února 2002 působil jako proděkan FSS pro zahraniční vztahy. Od února 2004 do ledna 2010 byl pak na fakultě proděkanem pro studium a v letech 2010 až 2011 byl proděkanem pro vnější vztahy. V letech 2005 až 2011 navíc působil jako vědecký pracovník institutu pro srovnávací politologický výzkum. V lednu 2012 začal pracovat jako výzkumný pracovník Mezinárodního politologického ústavu. V září 2021 se stal předsedou České politologické společnosti. V minulosti působil či dodnes stále působí v řadě oborových komisí různých univerzit či v redakčních radách různých společenskovědních časopisů. Je také autorem či spoluautorem celé řady publikací, např. titulů Postkomunistické nedemokratické režimy (spoluautor se Stanislavem Balíkem), Politické strany Ruska či Demokratizace a lidská práva.
V rámci své výzkumné činnosti se zabývá mj. teorií nedemokratických a hybridních režimů, zvláště pak v regionu střední a východní Evropy s důrazem na postkomunistickou demokratickou transformaci zemí bývalé Varšavské smlouvy.